# Roncus viti
Espèce
Roncus viti est une espèce de pseudoscorpions de la famille des Neobisiidae.

## Distribution
Cette espèce est endémique de la province de Guilan en Iran,.

## Description
Le mâle holotype mesure 2,39 mm.

## Étymologie
Cette espèce est nommée en l'honneur de Stanislav Vit.

## Publication originale
- Mahnert, 1974 : Roncus viti n. sp. (Arachnida, Pseudoscorpiones) aus dem Iran. Berichte des Naturwissenschaftlich-Medizinischen Vereins in Innsbruck, vol. 61, p. 87-91 (texte intégral).